# Schleglov diagram
Schleglov diagram (tudi Schleglov graf) je v geometriji projekcija politopa iz {\displaystyle \mathbb {R} ^{d}\,} v {\displaystyle \mathbb {R} ^{d-1}\,} preko točke za eno izmed njegovih facet.
Entiteta, ki nastane, je politopska poddelitev facet v {\displaystyle \mathbb {R} ^{d-1}\,}, kar je enakovredno prvotnemu politopu.
Diagram se imenuje po nemškem matematiku Victorju Schleglu (1843 -1905), ki je leta 1886 vpeljal ta način prikazovanja politopov. V treh in štirih razsežnostih je Schlegelov diagram projekcija poliedra v ravninsko obliko in projekcija polihorona v trirazsežni prostor. Kot takšen Schlegelov diagram predstavlja ponazoritev štirirazsežnih politopov.

## Konstrukcija
Diagram se konstruira s pomočjo perspektivne projekcije kot, da bi gledali iz točke zunaj politopa nad središčem facete. Vsa oglišča in robovi politopa se projicirajo na hiperravnino te facete. Kadar je politop konveksen, se bo točka blizu facete preslikala na zunanjo faceto ter vse druge facete na faceto znotraj.

## Zgledi
| dodekaeder                               | dodekapleks                                      |
| ---------------------------------------- | ------------------------------------------------ |
| 12 petkotnih stranskih ploskev v ravnini | 120 dodekaederskih celic v trirazsežnem prostoru |